# اداره (فصل ۷)
فصل هفتم مجموعه کمدی تلویزیونی آمریکایی اداره در ۲۳ سپتامبر ۲۰۱۰ توسط ان‌بی‌سی به نمایش درآمد و در ۱۹ مه ۲۰۱۱ به پایان رسید. این فصل شامل ۲۶ قسمت نیم‌ساعته محتوا بود که به ۲۲ قسمت نیم ساعته و دو قسمت طولانی تقسیم شده بود. فصل هفتم پنجشنبه‌ها ساعت ۹:۰۰ بعد از ظهر (منطقه زمانی شرقی) به عنوان بخشی از «کمدی شب درست انجام شد» پخش می‌شد. در این فصل استیو کرل، رین ویلسون، جان کرازینسکی، جینا فیشر، بی جی نواک و اد هلمز به عنوان نقش‌های اصلی و لسلی دیوید بیکر، برایان بومگارتنر، کرید برتن، کیت فلانری، میندی کالینگ، الی کمپر، آنجلا کینزی، پل لیبرشتاین، اسکار نونز، کریگ رابینسون، فیلیس اسمیت، زک وودز و امی رایان به عنوان نقش‌های مکمل بازی می‌کردند. این آخرین فصلی بود که مایکل اسکات، با بازی استیو کرل، به عنوان شخصیت اصلی بازی می‌کرد. فصل هفتم در ۷ سپتامبر ۲۰۱۱ در دی‌وی‌دی و بلوری در منطقه ۱ منتشر شد.

## تولید

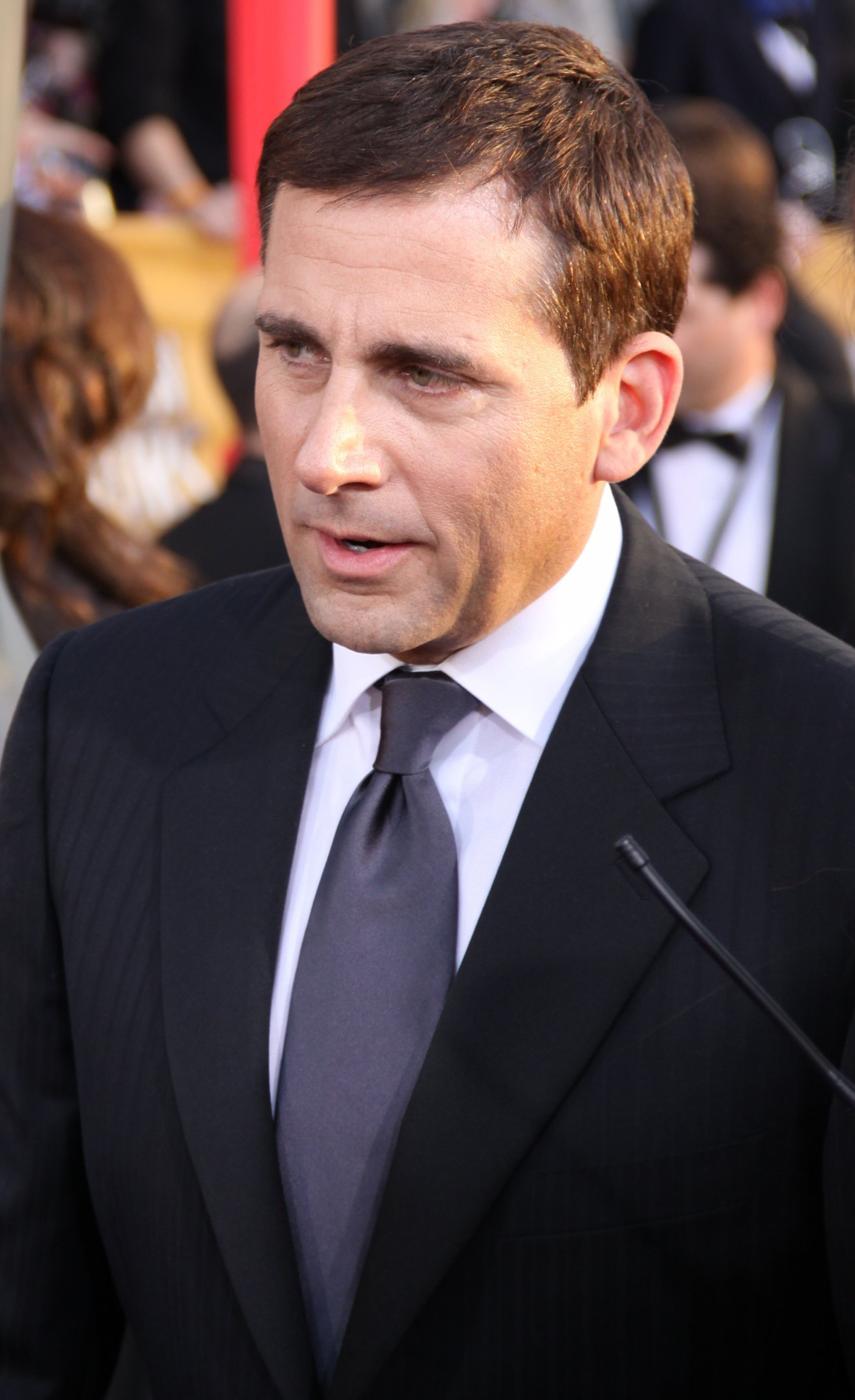
نقش اصلی فیلم.

فصل هفتم این مجموعه توسط رویل پروداکشنز و دیدل-دی پروداکشنز با همکاری یونیورسال تله‌ویژن تولید شد. این مجموعه بر اساس نسخه بریتانیایی ساخته شده توسط ریکی جرویز و استیون مرچنت اقتباس شده‌است و هر دوی آنها تهیه‌کننده‌های اجرایی نسخه آمریکایی نیز هستند. اداره تولید شده توسط گرگ دنیلز است که همچنین تهیه‌کننده اجرایی و شورانر نیز می‌باشد. نویسندگان که از فصل‌های پیش ماندند عبارتند از میندی کالینگ، بی جی نواک، پل لیبرشتاین، برنت فورستر، جاستین اسپیتزر، آرون شور، چارلی گرندی، دانیل چون، وارن لیبرشتاین و هالستد سالیوان. از نویسندگان جدید در فصل هفتم می‌توان به پیتر اوکو، جون ویتی، استیو هلی، کری کمپر (خواهر الی کمپر)، رابرت پادنیک و آملی ژیلت اشاره کرد. پل لیبرشتاین به عنوان تهیه‌کننده شورانر فعالیت کرد و نواک از تهیه‌کننده مدیر اجرایی به تهیه‌کننده اجرایی در میانه فصل ارتقا یافت. میندی کالینگ، مایکل شور، دنیل چون و پیتر اوکو تهیه‌کنندگان مشترک اجرایی بودند. فارستر و ویتی تولیدکنندگان مشاور بودند. اسپیتزر و گرندی نظارت بر تولیدکنندگان را بر عهده داشتند و وارن لیبرشتاین، هالستد سالیوان و استیو هلی تهیه‌کنندگان بودند.
اداره در استودیویی که در استودیوی ولی مرکز در ون نایز، کالیفرنیا برگزار شد فیلمبرداری شده‌است. فقط نمای معرف ُ برای موضوع آغازین شهر اسکرانتون، پنسیلوانیا، جایی که نمایش در آن برگزار می‌شود، در موقعیت مکانی در آنجا ساخته شده‌است.